# Valcemar Silva
Valcemar Justino Silva (* 27. Februar 1968) ist ein brasilianischer Radrennfahrer.

## Leben und Wirken
Valcemar Silva wurde 1996 Erster der Gesamtwertung bei der Volta Ciclistica de Porto Alegre. 1998 gewann er den Circuito Boavista, den er auch im Jahr 2000 und 2002 für sich entscheiden konnte. Außerdem gewann er im Jahr 2000 wieder die Gesamtwertung der Volta de Porto Alegre. Im nächsten Jahr gewann Silva zwei Etappen bei 500 Millas el Norte und konnte so auch die Gesamtwertung für sich entscheiden. 2002 gewann er eine Etappe bei der Volta Ciclística Internacional de Santa Catarina und wurde wieder Erster der Volta de Porto Alegre. In der Saison 2003 war er bei der Volta Inconfidencia Mineira erfolgreich und gewann wieder ein Teilstück bei der Volta de Santa Catarina, ebenso wie 2004. Außerdem wurde er 2004 Erster beim Prolog der Volta Ciclistica Internacional do Paraná. 2005 gewann Silva ein Teilstück bei der Volta de Porto Alegre und 2006 die zweite Etappe bei Torneio de Verao. In der Saison 2007 fuhr er für das brasilianische Continental Team Scott-Marcondes Cesar, wo er eine Etappe der Volta Inconfidencia Mineira und das Mannschaftszeitfahren der Volta de Santa Catarina gewann. 2008 wurde Silva zum ersten Mal nationaler Meister im Straßenrennen.

## Erfolge
1996
- Gesamtwertung Volta Ciclistica de Porto Alegre

2000
- Gesamtwertung Volta Ciclistica de Porto Alegre

2002
- Gesamtwertung Volta Ciclistica de Porto Alegre
- eine Etappe Volta Ciclística Internacional de Santa Catarina

2003
- eine Etappe Volta Ciclística Internacional de Santa Catarina

2004
- Prolog Volta Ciclistica Internacional do Paraná
- eine Etappe Volta Ciclística Internacional de Santa Catarina

2005
- eine Etappe Volta Ciclistica de Porto Alegre

2007
- Mannschaftszeitfahren Volta Ciclística Internacional de Santa Catarina

2008
- Brasilianischer Meister Straßenrennen

## Teams
- 2007 Scott-Marcondes Cesar

| Personendaten    | Personendaten                 |
| ---------------- | ----------------------------- |
| NAME             | Silva, Valcemar               |
| ALTERNATIVNAMEN  | Silva, Valcemar Justino       |
| KURZBESCHREIBUNG | brasilianischer Radrennfahrer |
| GEBURTSDATUM     | 27. Februar 1968              |